# NGC 1705
إن جي سي 1705 (بالإنجليزية: NGC 1705)‏ هي إحدى المجرات القزمة الشاذة، تبعد عنا حوالي 17 مليون سنة ضوئية ويبلغ قطرها حوالي 2,000 سنة ضوئية، تقع ضمن مجموعة دورادو، يبلغ عمر هذه المجرة حوالي 13.5 بليون سنة، لذلك تكون من المجرات القديمة التي تكونت في مرحلة مبكرة من نشأة الكون. وتحتوي هذه المجرة على عدد كبير من تجمعات النجوم الضخمة الكتلة، وهي مجرة نشطة.